# Mount & Blade
Mount & Blade (укр. На коні й з мечем) — відеогра жанру Action RPG з відкритим світом, розроблена турецькою компанією TaleWorlds Entertainment. Офіційним видавцем гри є Paradox Interactive.
Дія відбувається у вигаданому середньовічному світі, в котрому, однак, відсутні будь-які елементи фентезі. Також гра вирізняється особливою бойовою системою, яка дозволяє гравцю битися верхи на коні.

## Ігровий процес

Персонаж гравця в середньовічному місті

### Основи
Гравець виступає в ролі шукача пригод на вигаданому материку Кальрадія, що відповідає середньовічній Європі. На початку гри слід обрати стать персонажа, дати йому ім'я, розподілити початкові характеристики, налаштувати вигляд обличчя. Можна вибрати історію персонажа до того, як він став шукачем пригод. Цей вибір обумовлює початковий стан персонажа, наприклад, з дворянином охочіше спілкуватимуться вельможі і починає він у сильному Вегірському королівстві, а мисливець отримує невеликий запас цінного хутра і опиняється у суворому Північному королівстві.
Персонаж володіє запасом здоров'я, екіпіровкою, інвентарем, грошима і конем. Здоров'я вичерпується при пораненнях і поступово відновлюється поза боєм, або якщо персонаж поспить. Екіпіровка включає обладунки для різних частин тіла, зброю та коня. В інвентар складаються всі придбані предмети, він поділяється на комірки, де кожен предмет займає одну. Кожен предмет має свою вагу, що впливає на швидкість руху героя та його загону. Гроші отримуються як нагорода, прибутки від торгівлі, а також від грабунків, або забираються у переможених ворогів. Витрачаються на покупку предметів, право проїзду в певні місцевості, і оплату служби своєму загону. Кінь володіє власними здоров'ям і низкою додаткових характеристик, які визначають його ефективність в бою і здатність носити вантажі. Гравець здатний керувати швидкістю руху коня від стояння на місці до галопу. Зазнавши поранень, кінь може певний час після цього кульгати, втративши швидкість, або й загинути. Як і зброя та екіпіровка, коні різних типів вимагають наявності у власника певних умінь, щоб ними можна було користуватися.
Подорожуючи світом, герой відвідує міста, де може отримати мирні та військові завдання, переночувати, заробити кошти на турнірах, найняти бійців до свого загону, та торгувати. На ринках можливо придбати зброю, обладунки, коней і товари, їжу, а також товари для перепродажу, такі як хутро. Деякі товари на кшталт харчів з часом псуються та втрачають ціну.
Гра дає можливості як для мирного життя купця чи листоноші, так і військової служби або ж розбою і грабунків. У процесі гри персонаж отримує славу, популярність та гроші. Через певний час після початку гри він може вступити на службу до одного з п'яти (шести у Warband) правителів, ставши найманим командиром. Загін можна набрати в містах або пошукати добровольців по селах. Крім добровольців-ополченців у загоні можуть перебувати герої, котрих можна найняти в тавернах міст. На відміну від ополченців, герої не гинуть (але можуть отримати важкі поранення та вийти зі строю), і їх розвитком є змога керувати. Кожен з них має серед інших героїв по одному другові і двох ворогів.
Також, маючи високу популярність, можна стати васалом одного з п'яти (шести у Warband) королів. Своєму новому васалу король видає в керування село. Можливо, що після захоплення будь-якого замку іншого королівства, лідер фракції персонажа передасть замок йому у користування.
Програвши битву із загонами ворожої країни, розбійниками, персонаж не гине, а потрапляє в полон, звідки з часом отримує шанс утекти.
У грі немає чіткого прописаного сюжету та історії. Гравець може завершити гру у будь-який момент з меню табору, обравши команду функцію "Припинити життя шукача пригод". Гра продемонструє загальну статистику героя та один із варіантів, як може скластись його подальше життя аж до самої смерті .

### Розвиток персонажа
Персонаж володіє низкою характеристик, з яких є 4 базових (сила, спритність, інтелект і харизма), 24 навичками (верхової їзди, збирання трофеїв, лікування і т. д.) та 6 володіннями різними видами зброї. Так, сила впливає на витривалість і силу ударів, а харизма — на здібності до торгівлі й лідерство тощо.
Вбивство ворогів дає персонажу досвід. Після накопичення певної кількості досвіду він отримує новий рівень розвитку, а з ним очки вдосконалень, які може розподілити на свій розсуд між різними характеристиками.

### Бойова система

#### Ближній бій
Бойова система ближнього бою складається з чотирьох різних атак (переважно, це рублені: удар зліва, справа, зверху, а також колючий удар) і чотирьох видів їх відбивання. Щоб завдати удару, гравцеві потрібно затиснути ліву кнопку миші, потягнути її в одну зі сторін, після чого опустити. Від напряму миші на початку атаки залежить напрямок і стиль удару. Парирування відбувається таким же чином, але замість лівої кнопки миші потрібно затиснути праву. Також гравець може одягнути щит, яким дозволено відбивати будь-які атаки в ближньому бою незалежно від їх спрямування. Зброя ближнього бою поділяється на кілька типів: Одноручна зброя — завдає мало ушкоджень, компенсуючи цей недолік своєю швидкістю і можливістю поєднання зі щитом. Дворучна зброя — найпотужніша зброя з доступного арсеналу. Спочатку завдає удвічі більше ушкоджень, ніж одноручна, але недостатньо швидка для відбиття всіх атак і виключає можливість використання щита. Древкова зброя — поділяється на два підтипи — жердина і спис. Жердина може використовуватися як зброя ближнього бою при сутичках без участі коней і має здатність швидко відбивати удари супротивника. У поєднанні зі щитом перетворюється суто в колючу зброю. Спис відрізняється від жердини тим, що може використовуватися тільки колючий удар, що робить цю зброю неефективною при наземних битвах, але небезпечною при використанні коня, оскільки завдає ушкодження сильніше, ніж колючий удар жердини.

#### Дальній бій
Далекий бій ведеться за допомогою стрілецької та метальної зброї різних типів. Для стрільби потрібно спочатку зарядити зброю або замахнутися, затримавши для цього ліву кнопку миші, після чого відпустити кнопку, прицілившись на ворога. Зброя далекого бою поділяється на кілька типів: Стрільба з лука — лук є зброєю, яку завдає мало ушкоджень в порівнянні з іншими знаряддями далекого бою. При цьому лук відрізняється високою швидкістю перезарядки і точністю у стрільбі. Якщо довго тримати натягнутою тятиву лука, то стрільба стає менш прицільною. Але у випадку розвитку навички «потужний постріл» — стрільба з лука може завдавати значно більші ушкодження, ніж арбалет. Стрільба з арбалета — арбалет завдає більше ушкоджень, ніж лук, але вимагає багато часу для перезарядки і менш точний. Також від луку його відрізняє те, що при довгому прицілюванні точність стрілянини не знижується. Метальна зброя — до неї належать метальні кинджали, сокири, списи, і т. д. Ця зброя має мінімальну точність, проте завдає великі ушкодження і вимагає порівняно менше часу для здійснення нового кидка.

#### Верховий бій
Верховий бій значно відрізняється від звичайного. Удари здійснюються так само, як і при пішому бою. При атаці противника на великій швидкості значно підвищується рівень ушкоджень. Те ж саме стосується метальної зброї. Ушкодження можуть завдатись як гравцю, так і його коню, згодом сам гравець може втратити коня і буде змушений продовжувати бій без нього. Якщо використовувати на коні спис, то стає доступним «лицарський удар». Для його здійснення потрібно розігнатися до певної швидкості, а потім зброя стає в бойове положення (якщо в налаштуваннях є автоматичний контроль за списом, якщо ж ручний контроль — потрібно натиснути клавішу Х), якщо на вістря зброї наткнеться ворог, то автоматично виконається «лицарський удар», що завдає величезних ушкоджень, в порівнянні зі звичайним. Для виконання такого удару ліва кнопка миші не використовується.

## Ігровий світ

Карта Кальрадії

### Держави
Усі події в грі відбуваються на території континенту Кальрадії (англ. Calradia), що відповідає середньовічній Європі. На території цього світу розташовано 18 (21 у Warband) міст, а також велика кількість замків і сіл, розділених між п'ятьма (шести у Warband) ворогуючими країнами: королівством Свадія (англ. The Kingdom of Swadia), королівством Вегірів (англ. The Kingdom of Vaegirs), Північним королівством (англ. The Kingdom of Nords), королівством Родоків (англ. The Kingdom of Rhodoks) і Кергитським ханством (англ. The Khergit Khanate). На чолі кожної держави стоїть король (у Кергитів — хан), він володіє одним з міст країни; інші міста, а також замки і села, керуються його васалами-лордами.
Крім основних фракцій є і нейтральні війська, наприклад, бандити різних видів: морські пірати, лісові бандити, гірські бандити, злодії, дезертири, мисливці за головами, степові бандити.
Валютою у грі є динар (англ. Denar).

### Нейтральні сили
Нейтрали — розбійники, мисливці за головами і дезертири. Розбійники і дезертири ворожі гравцеві, вступають з ним у бій (від деяких можна відкупитися). У свою чергу, мисливці за головами вишукують бандитів.
Також в грі є найманці, яких можна знайти в тавернах міст. За певну суму вони приєднаються до армії героя. Ще однією відмінною рисою гри є можливість створення своєї нової держави. Для цього потрібно не бути підданим будь-якої держави і захопити місто (фортецю). Проте при цьому всі васали розцінюватимуть самопроголошеного правителя як вискочку, якого необхідно перемогти і знекровити.

## Доповнення
Warband — офіційне доповнення, випущене 29 березня 2010 року. У Mount and Blade Warband з'явився мультиплеєр (до 64 гравців на карті) і ще низка поліпшень, пов'язаних із графікою і геймплеєм в цілому. У тому числі була додана шоста фракція — Сарранидський Султанат, прообразом для якого слугують арабські держави.
Також в аддон була додана можливість керувати власною державою, оточувати себе послідовниками з NPC або підкупити інших лордів на свою користь. З'явилася можливість заручатися з будь-якої дамою або лордом (залежно від статі). Доповнення має фанатську українську локлізацію.
Вогнем і мечем — доповнення, розроблене студією «СіЧъ» і продюсерським фондом Snowberry Connection та видане 4 грудня 2009 року. Офіційним видавцем гри є Snowball Studios і «1С». Дія гри розгортається в 1654—1655 роках на території Східної Європи і містить три різні сюжетні лінії. У грі присутні п'ять держав-фракцій: Річ Посполита, Московське царство, Запорізька Січ, Кримське ханство і Королівство Швеція. Доповнення має українську локалізацію.
Napoleonic Wars — це перше DLC (завантажуване доповнення) для Warband зокрема і всієї лінійки Mount & Blade в цілому від Flying Squirrel Entertainment / TaleWorlds. Вийшло 12 квітня 2012 року. Засноване на ідеях Mount & Musket: Battalion, анонсованого від його ж розробників, ця гра пропонує споглядати розвиток ідей вогнепальної зброї та відтворює епоху наполеонівських війн.

## Модифікації
До гри існує велика кількість користувацьких модифікацій (модів), що так чи інакше доповнюють оригінальну гру. Так, існують моди, що змінюють зовнішній вигляд предметів у грі, будинків, замків, замінюють текстури, додають інше і (або) нове звукове супроводження, змінюють ландшафт карти світу. Багато модів роблять гру наближеною до певної епохи (Хрестові походи, Столітня війна, Пелопоннеська війна, Смутні часи та ін.) або вигаданого світу (наприклад, Середзем'я). У багатьох модах змінюється геймплей: додається вогнепальна зброя, бойовий дух військ, з'являється можливість стати лідером фракції тощо.
Найвідоміші модифікації:
- Band of Warriors — розширює ігровий процес, додаючи нових героїв, зброю та предмети, автоматичний збір трофеїв, та можливості з управління королівством[9].
- Sword of Damocles — додає нові міста, війська, зброю, в тому числі вогнепальну, можливості управління державою та формування військ. Також вводить 6 додаткових фракцій: Антаріанську імперію (англ. Antarian Empire), республіку Маріни (англ. Republic of Marina), королівство Адену (англ. Kingdom of Aden), Вілліанеське герцогство (англ. Villianese Duchy), Зарріканіанський султанат (англ. Zerrikanian Sultanate) та Імперський легіон (англ. Imperial Legion). Основою сюжету є підготовка до відбиття вторгнення військ легіону Гая Маріуса[10].

## Оцінки й відгуки
| Агрегатор    | Оцінка |
| ------------ | ------ |
| GameRankings | 73%    |
| Metacritic   | 72/100 |

| Видання   | Оцінка    |
| --------- | --------- |
| Eurogamer | 5/10      |
| GamePro   | 5/5 зірок |
| GameSpot  | 6/10      |
| IGN       | 8/10      |
| PC Zone   | 62/100    |

Mount & Blade отримала в більшості схвальні оцінки, зібравши сукупні 72/100 на агрегаторі Metacritic та 73 % на Game Rankings. Численні рецензенти визнали потенціал гри, але також зауважили її обмеженість.
GameSpot постановили, що гра «виглядає більш все ще дороблюваною, ніж погано зробленою». Eurogamer зробили подібний огляд, сказавши: «Mount & Blade має основи […] для чогось дійсно доволі особливого, але нинішній стан гри є ближчим до обіцянок». IGN назвали гру «найкращою грою про середньовічне життя, коли-небудь зробленою», а PC Advisor назвав її «першою, великою середньовічною рольовою грою».
Найбільше уваги оглядачів і критиків приділялося боям. Критики як Eurogamer, GameSpot, IGN та PC Advisor відзначили їх, описавши як найкращі досі створені відтворення середньовічних боїв. Не всі оглядачі поділяли думку щодо якості боїв; PC Zone розкритикували їх, зазначивши, що ближній бій виглядає випадковим та неефективним як пішки так і верхи. Складність і докладність системи вмінь персонажа натомість отримали схвалення.
Mount & Blade отримала негативні відгуки за повторювані завдання, діалоги та локації, а також низьку якість графіки. Eurogamer сказали щодо графічного рушія гри, що його: «замало аби занурити вас [до гри]», а за словами GameSpot, розмови з NPC виглядають більш як «консультація з довідником Кальрадії, аніж дійсні розмови з живими людьми».